# Lékhtovo
Lékhtovo (en rus: Лехтово) és un poble de l'óblast de Vladímir, a Rússia, segons el cens del 2010 tenia 466 habitants. Pertany al districte municipal de Mélenki.